# Achaea thermopera
Achaea thermopera is een vlinder van de familie van de spinneruilen (Erebidae). De wetenschappelijke naam van deze soort is voor het eerst voorgesteld door George Francis Hampson in een publicatie uit 1913.

## Verspreiding
De soort komt voor in tropisch Afrika waaronder Nigeria, Congo-Kinshasa, Soedan, Oeganda, Kenia, Rwanda, Burundi en Tanzania.

## Waardplanten
De rups leeft op Acacia mearnsii De Wild. (Fabaceae), Leptospermum sp. (Myrtaceae).